# آداب المعلمين
كتاب آداب المعلّمين (وقيل أيضًا آداب المتعلّمين أو آداب المعلّمين والمتعلّمين) هو كتاب يهتم بالتعليم وصِفته، ألفه العالم أبو عبد الله محمد بن سُحنون في القرن الثالث الهجري. يضم الكتاب أحاديث وآثار حول المسائل والقواعد الّتي تحكم علاقة المعلّمين بالمتعلّمين والعكس. الكتاب شكل مرجعًا في طُريق التدريس وكيفيته وقد أستشهد به عدد من العلماء من بينهم أبو إسحاق الجبنياني والقاضي عياض في المدارك وأبو بكر بن خير الأندلسي في فهرست مروياته وأبو الحسن القابسي 

## الكتاب وابن خلدون
حسب حسن حسني عبد الوهاب محقق الكتاب، فإن كتاب آداب المعلّمين هو الذي استشهد منه ابن خلدون في كتاب المقدمة ضمن الفصل الحادي والأربعين «في أن الشدة على المتعلمين مضرة بهم» الباب السادس، إلا أن ابن خلدون نسبه إلى ابن أبي زيد بدلًا من مؤلفه بن سُحنون.
«فينبغي للمعلم في متعلمه والوالد في ولده أن لا يستبدا عليهما في التأديب. و قد قال محمد بن أبى زيد في كتابه الذي ألفه في حكم المعلمين والمتعلمين: لا ينبغي لمؤدب الصبيان أن يزيد في ضربهم إذا احتاجوا إليه على ثلاثة أسواط شيئا.»

## أبوابه
- ما جاء في تعليم القرآن الكريم
- ما جاء في العدل بين الصبيان
- باب ما يكره محوه من ذكر اللّه تعالى وما ينبغي أن يفعل من ذلك
- ما جاء في الأدب وما يجوز من ذلك وما لا يجوز
- ما جاء في الختم وما يجب في ذلك للمعلّم
- ما جاء في القضاء بعطيّة العيد
- ما ينبغي للمعلّم أن يخلّي الصّبيان فيه
- ما يجب على المعلّم من لزوم الصبيان
- ما جاء في إجازة المعلّم ومتى تجب

## وصلات خارجية
- قراءة الكتاب على واي باك ميشن.